# 卓索圖盟
卓索圖盟是清代内扎萨克蒙古六盟之一。中华民国成立后渐成为该地蒙古族的一般行政区，设公署，沿用至1933年被日軍占領，滿洲國廢除之；抗戰勝利後國民政府一度復設，後因內戰失守，中國人民解放軍占领热河後再次撤銷。

## 历史沿革
17世纪初，后金征服察哈尔等蒙古部众之后，清廷对漠南蒙古诸部建旗划界，牧地固定。在皇太极崇德年间亦出现会盟制度。日后成型的卓索圖盟、哲里木盟、昭烏達盟即是最早举行盟会的三个盟。当时，喀喇沁、土默特两部三旗在迈赖滚俄罗木（mayilan-yin gūn olom）地方会盟:133。
康熙年间，內札薩克蒙古各旗会盟制度逐步成型。康熙四十一年（1702年），“二喀喇沁、二土默特（共四旗）于卓索图之地为一会”。其会盟地点固定，是为卓索圖盟:137—138。卓索图属土默特右翼旗，在今辽宁省北票市境。
在清代，卓索圖盟与昭烏達盟、哲里木盟、锡林郭勒盟合称东四盟，清末称为东蒙古:20。卓索图盟牧地北與昭烏達盟、西與直隸承德府、東北與哲里木盟為鄰，東南沿盛京邊牆與奉天為鄰。進京主要通道和貢道是喜峰口。盟中除土默特右翼旗外，皆為成吉思汗重臣札儿赤兀歹之後裔。
清末因金丹道事件，喀喇沁蒙民大量逃往东蒙各地。民国初年，属热河特别区，后属热河省。1933年3月，日军攻占热河全省，归满洲国管辖。各旗直属于省，归满洲国国务院兴安局。蒙地奉上後卓索图盟实质消失。1946年初国民政府“蒙旗宣抚团”成员兼热河省教育厅长刘廉克（又名刘踪萍）主持卓盟战后复员。盟政府和唐古特喀尔喀王公（盟长及札萨克达克丹彭苏克）驻北票，随着国共内战的爆发旋即淪陷，中共占領後废除。

## 所統各旗
卓索圖盟包括喀喇沁部三旗，土默特部二旗，共二部五旗。喀爾喀閒散多羅貝勒在土默特左翼旗境內遊牧，民國初年視為一旗。另有錫勒圖庫倫札薩克喇嘛不入盟。
- 喀喇沁右翼旗（喀喇沁王旗）：1636年建旗。1903年析出建平县。
- 喀喇沁中旗（喀喇沁貝子旗）：1705年建旗。1747年析出平泉州。
- 喀喇沁左翼旗（喀喇沁公旗）：1648年建旗。1778年析出建昌县（今凌源市）。1931年析出凌南县（今建昌縣）。
- 土默特右翼旗（土默特贝子旗）：1635年建旗。1778年析出朝阳县（包括今朝阳县、北票市）。
- 土默特左翼旗（蒙古貞旗）：1635年建旗。1903年析出阜新县。

民國時期包括滿洲國劃為七旗，尚包括以下旗：
1. 錫埒圖庫倫旗：喇嘛旗。清代不入盟。1934年被滿洲國廢除，改置庫倫旗，末任札萨克罗布桑林沁也改为旗长。
2. 「唐古特喀爾喀」：附属土默特左翼旗境内游牧，亦稱“闲散喀尔喀多罗贝勒”，有时视为一旗，即“唐古特喀尔喀旗”，康熙元年（1662年）巴勒布冰圖由杭爱山来归，康熙四年（1665年）封多罗贝勒。後被滿洲國廢除，併入庫倫旗。
3. “土默特中旗”：1940年滿洲國将朝阳县复改为土默特右旗，又将朝阳县北部北票一帶划出，建土默特中旗。

## 歷任盟長
| 姓名               | 爵銜                                                                | 授職時間                                               |
| ------------------ | ------------------------------------------------------------------- | ------------------------------------------------------ |
| 善巴拉什           | 喀喇沁左翼旗札薩克固山貝子                                          |                                                        |
| 僧袞札布           | 喀喇沁左翼旗札薩克多羅貝勒                                          |                                                        |
| 阿喇布坦           | 土默特左翼旗札薩克多羅達爾汗貝勒，和碩額駙                          | 雍正十一年（1733年）                                   |
| 哈穆噶巴雅斯呼朗圖 | 土默特右翼旗札薩克固山貝子                                          |                                                        |
| 喇特納錫第         | 喀喇沁右翼旗札薩克多羅杜棱親王銜郡王                                | 乾隆十六年（1751年）                                   |
| 瑚圖靈阿           | 喀喇沁左翼旗札薩克固山貝子                                          |                                                        |
| 索諾木巴勒珠爾     | 土默特左翼旗札薩克多羅達爾汗貝勒                                    | 乾隆五十二年（1787年）                                 |
| 滿珠巴咱爾         | 喀喇沁右翼旗札薩克多羅杜棱親王銜郡王                                | 道光三年（1823年）                                     |
| 瑪哈巴拉           | 喀喇沁中旗扎薩克貝勒銜輔國公                                        | 道光八年（1829年）十二月十一日（1月15日）              |
| 色伯克多爾濟       | 喀喇沁右翼旗札薩克多羅杜棱親王銜郡王                                | 咸豐二年（1853年）十二月（1月）                        |
| 旺都特那木濟勒     | 喀喇沁右翼旗札薩克多羅杜棱親王銜郡王                                | 光緒十四年（1888年）                                   |
| 色凌那木濟勒旺寶   | 土默特左翼旗札薩克多羅郡王銜貝勒（清） 土默特左旗札薩克親王（民國） | 光緒年間授盟長，民國二年（1913年）由郡王銜貝勒升為親王 |
| 貢桑諾爾布         | 喀喇沁右旗札薩克親王                                                | 民國七年（1918年）3月13日                              |
| 達克丹彭蘇克       | 唐古特喀爾喀旗札薩克親王銜郡王                                      | 民國二十年（1931年）2月16日                            |

## 徵引文獻
1. ↑  . Монголын түүх.
2. 1 2  达力扎布.  (PDF). 民族研究 (北京市: 中国社会科学院民族学与人类学研究所). 2020, (2020年第2期): 132—140  [2023-12-26]. ISSN 0256-1891. （原始内容存档 (PDF)于2024-01-30） （简体中文）.
3. ↑  达日夫. .  (博士论文). 内蒙古大学. 2016  [2023-12-26]. doi:10.7666/d.y1889001 （简体中文）.
4. ↑  《政府公報》第768號 （页面存档备份，存于） 民國7年3月14日出刊。
5. ↑  《國民政府公報》第700號 （页面存档备份，存于） 民國20年2月16日出刊。